# Prodaná nevěsta
Prodaná nevěsta je komická opera o třech dějstvích Bedřicha Smetany na libreto Karla Sabiny. Bedřich Smetana ji napsal v letech 1863–1866, světovou premiéru měla 30. května 1866 v Prozatímním divadle v Praze. Zásluhou Emmy Destinnové byla v roce 1909 uvedena také v Metropolitní opeře v New Yorku, kde premiéru 19. února 1909 dirigoval Gustav Mahler. Později tamtéž 28. února 1941 premiérován anglický překlad (přeložil M. Marshall) zásluhou Jarmily Novotné, uvedení dirigoval Bruno Walter. Prodaná nevěsta je považována za českou "národní operu" a část melodií zlidověla. Tradičně je uváděna na všech hlavních světových podiích.  

## Osoby a první obsazení
| osoba                                  | hlasový obor | premiéra první verze (30. 5. 1866) | premiéra definitivní verze (25. 9. 1870) |
| -------------------------------------- | ------------ | ---------------------------------- | ---------------------------------------- |
| Krušina, sedlák                        | baryton      | Josef Paleček                      | Petr Doubravský                          |
| Ludmila, jeho žena                     | soprán       | Josefína Procházková               | Ema Maislerová                           |
| Mařenka, jejich dcera                  | soprán       | Eleonora z Ehrenbergů              | Anna Kupková                             |
| Mícha, gruntovník                      | baryton      | Vojtěch Šebesta                    | Jan Novák                                |
| Háta, jeho žena                        | mezzosoprán  | Marie Pisařovicová                 | Betty Fibichová                          |
| Vašek, jejich syn                      | tenor        | Josef Kysela                       | Josef Vegr                               |
| Jeník, Míchův syn z prvního manželství | tenor        | Jindřich Polák                     | Václav Soukup                            |
| Kecal, vesnický dohazovač              | bas          | František Hynek                    | Václav Dobš                              |
| Principál komediantů                   | tenor        | Jindřich Mošna                     | Jindřich Mošna                           |
| Esmeralda, komediantka                 | soprán       | Terezie Seifertová                 | Terezie Seifertová                       |
| Indián, komediant                      | bas          | Josef Křtín                        | Jakub Seifert                            |
| Vesnický lid, kluci, komedianti        |              |                                    |                                          |
| Dirigent                               | Dirigent     | Bedřich Smetana                    | Bedřich Smetana                          |
| Režie                                  | Režie        | Josef Jiří Kolár                   | Edmund Chvalovský                        |

## Stručný obsah opery

### První jednání
Na vesnici začíná pouť. Lidé se scházejí a radují se, že nastává sváteční čas. Mařenka s Jeníkem však mají jiné starosti – právě dnes má přijít na námluvy ženich, kterého Mařence rodiče vybrali. Mařenka ujišťuje Jeníka, že se ho přesto nevzdá, a stejné vyznání chce také od něj. Zdá se jí totiž, že bůhví proč váhá a snad dokonce myslí na jinou. Vyptává se Jeníka na jeho minulost, o které toho nikdo moc neví. Jeník vypráví, že ho kdysi macecha vyhnala z domova a on se musel sám protloukat světem. Nakonec si s Mařenkou slibují věrnost navzdory všemu zlému.
To už se však blíží dohazovač Kecal spolu s Mařenčinými rodiči, Krušinovými. Snaží se získat jejich důvěru a přesvědčit je, že syn bohatého sedláka Míchy ze sousední vsi je pro Mařenku ten nejlepší ženich. Navíc připomíná Krušinovi jeho letitý dluh vůči Míchovi a závazek, že dá svou dceru jeho synovi. Ovšem Krušina si vzpomíná, že Mícha měl syny dva, ale Kecal ho ujišťuje, že ten první se nevydařil, ani doma není a ženichem rozhodně nebude. Tím má být Vašek, kterého Kecal Krušinovým vylíčí jako dokonalého muže a vzor všech ctností. Přemoženi Kecalovou výřečností Krušinovi konečně souhlasí. Ne tak ovšem Mařenka, která se vmísí do jejich rozhovoru. Z úmluvy rodičů s Kecalem si nic nedělá a oznamuje, že již má svého milého, a toho se nevzdá. Když nepomůže chlácholení ani výhrůžky, rozhodne se Kecal věc domluvit s Jeníkem osobně. Vesnická slavnost je mezitím v plném proudu, tančí se veselá polka.

### Druhé jednání

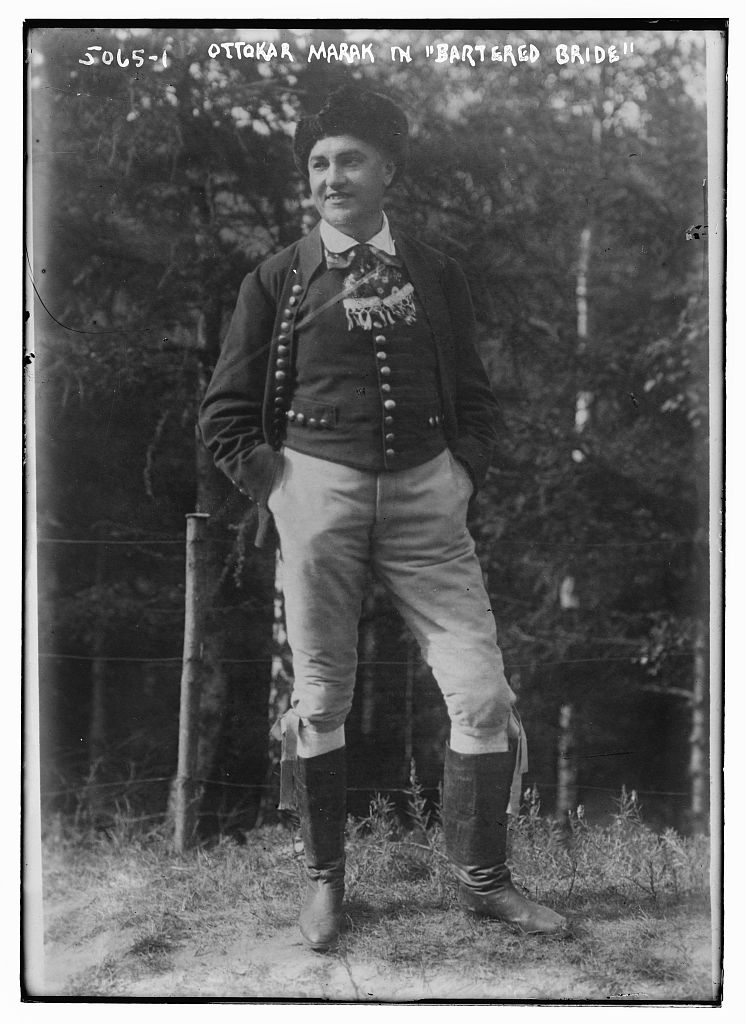
Otakar Mařák v roli Jeníka, cca 1919

Zábava pokračuje u piva. Pijáci si ho nemohou vynachválit, Jeník však nade všechno řadí lásku, zatímco Kecal rozkládá o všemocných penězích, na něž se snaží Jeníka nalákat. Kecal si Jeníka odvádí stranou a pijáci se dávají do tance.
Do vsi přichází Vašek. Není to ale onen „vážený a vzácný ženich“ podle Kecalových slov, je nesmělý, dětsky naivní, a navíc koktá. V nadšení i rozpacích z toho, že mu rodiče chystají svatbu, ještě netuší, co ho čeká. Vyhlédne si ho Mařenka – kterou Vašek ještě nikdy předtím neviděl – a namluví mu, že s Krušinovic dcerou ho čeká peklo, zatímco kterési děvče prý po něm touží. Prostomyslný Vašek uvěří a prohlásí, že je-li ona dívka tak hezká jako Mařenka, vezme si ji.
Kecal zatím přesvědčuje Jeníka, aby se vzdal Mařenky ve prospěch zisku a jisté bohaté dívky, která má almaru, dukáty, dvě krávy, selátko, husy a kachny, a vysvětluje Jeníkovi, že každý má jen tu svou za jedinou a každý jen v té vidí všechny krásy světa a rozumný že ustoupí před Mařenkou. Když Jeník odmítá všechny návrhy odstupného, Kecal mu vyhrožuje, že ho jako přespolního vyženou ze vsi. Uprostřed dohadování Jeník náhle obrátí a s odstoupením Mařenky za tři sta zlatých nakonec souhlasí. Dokonce chce s Kecalem sepsat smlouvu a trvá na tom, aby v ní bylo výslovně napsáno, že Mařenku může dostat pouze syn sedláka Míchy a že se tím zároveň smaže dluh Krušinových. Kecal odchází připravit smlouvu a Jeník se mu zpovzdálí vysmívá. Mařenky by se přece nikdy ve skutečnosti nevzdal! Smlouvu s Kecalem nicméně před mnoha svědky podepíše a ke všeobecnému pohoršení Mařenku za tři sta zlatých prodá.

### Třetí jednání
Popletený Vašek si zoufá – podle přání rodičů si bude muset vzít Mařenku, a ta ho přece má usoužit k smrti! Z jeho chmur ho vysvobodí kočovní komedianti, kteří právě přijeli do vsi. Jejich principál svolává publikum, ohlašuje nevídanou produkci a část z ní hned předvede. Vašek je z komediantů celý pryč a dává se do řeči s tanečnicí Esmeraldou. Principál se ovšem dovídá, že jejich hlavní atrakce, kankán s „živým“ medvědem, se nemůže konat – komediant Franta, který se obléká do medvědí kůže, se totiž opil tak, že se neudrží na nohou. Principál se rozhodne navléknout do kůže Vaška a spolu s Esmeraldou ho přemluví.
Vašek se svěřuje své matce Hátě, že se Mařenky bojí. Nepřesvědčí ho ani Kecal s Míchou – Vašek Mařenku nechce. Kecal s Míchovými tuší, že Vaška kdosi navedl, a jejich obchod je ohrožen. To potvrdí sám Vašek, když tváří v tvář Mařence prozradí, že je to právě ona, kdo ho před „Mařenkou“ varoval. Vše se vysvětlí a zbývá jen přesvědčit Mařenku. Ta chce ale zůstat o samotě a všechno si rozmyslet. Nemůže uvěřit, že by ji její milý mohl zradit.
Nyní se vrací za Mařenkou Jeník a chce jí vysvětlit, jak to s jejím prodejem ve skutečnosti je. Uražená Mařenka o vysvětlování nestojí a nastává hádka, do které se vmísí Kecal. Jeník mu slíbí, že Mařenku přesvědčí, a Mařence pak líčí, jaké ji s „Míchovým synem“ čeká štěstí.
Všichni očekávají, jak se Mařenka rozhodla. Ta překvapivě oznamuje, že své rodiče dobrovolně poslechne. Sedlák Mícha však v Jeníkovi pozná svého prvorozeného syna – a ten se hlásí o své právo. Podle smlouvy mu přece jako „Míchovu synovi“ patří Mařenka. Oklamaný Kecal hanbou uteče. V tom nastane zděšení – komediantům prý utekl medvěd! Z medvědí kůže se však vyklube Vašek, rozzlobená Háta ho žene lidem z očí, Mícha se smíří se synem a všichni se radují, že Jeník dostal svou Mařenku.

## Vznik
Po svém návratu ze švédského Göteborgu v roce 1861 Bedřich Smetana usiloval o vytvoření původní české opery. Vhodné libreto se mu však podařilo získat teprve po roce od všestranného spisovatele, básníka a novináře Karla Sabiny. Tímto libretem bylo historické drama Braniboři v Čechách se silnou nacionalistickou a sociální tendencí. Přestože libreto bylo z hlediska dramatické výstavby velmi nedokonalé, Smetanovi se ho podařilo naplnit hutným, patetickým a pěvecky nesmírně náročným hudebním výrazem. K jeho nedostatkům však na druhé straně patří formální nevyhraněnost (střídání principů prokomponované a číslové opery) a nepřirozená hudební deklamace českého textu.
Ihned po dokončení Braniborů v Čechách se Bedřich Smetana rozhodl pro kompozici nové opery. Dle vlastních slov z pozdější doby jej k tomu přiměly výtky wagnerianismu jeho předchozí opery a pochybnosti o tom, zda je schopen psát v lehčím „národním“ slohu. Smetana ovšem pojal úmysl vytvořit národní komickou operu velice vážně. Libreto, které pro něj i tentokrát napsal Karel Sabina, nechal nejprve v roce 1863 zevrubně přepracovat. Přesný postup jeho práce není znám, přesto je zřejmé, že se nová opera rodila velmi pomalu a že Smetana pečlivě hledal adekvátní hudební styl. Jako první z celé opery vznikla – netypicky z hlediska dobových zvyklostí – předehra, a to v úpravě pro klavír a čtyři ruce. Tužková skica opery byla pak dokončena až v říjnu 1865. Partituru Bedřich Smetana dopsal 15. března 1866. Mezi původními verzemi některých čísel opery a jejich konečným zněním v partituře jsou často velké rozdíly, svědčící o tom, že Smetana hledal jejich optimální podobu průběžně až do poslední chvíle.

## Smetanovy další úpravy
Prodaná nevěsta si od své premiéry vydobyla zasloužený obdiv obecenstva a později i světové renomé. Dodnes je stálicí repertoáru českých operních divadel a trvalou součástí zlatého fondu světové opery. Její finální podobě, v níž je již po desetiletí uznávána, však předcházel poměrně komplikovaný vývoj iniciovaný samotným autorem díla. Smetanova Prodaná nevěsta totiž byla původně rozdělena pouze do dvou aktů, řada dnes velmi známých a populárních čísel a výstupů v ní původně vůbec nefigurovala, a navíc byla psána jako singspiel – místo zpívaných recitativů obsahovala mluvenou prózu. Vývoj opery k definitivnímu tvaru lze sledovat v tomto přehledu:

### První verze z roku 1866
Dvě jednání, mluvená próza. V rámci 1. jednání byla po scéně Krušinových s Mařenkou a Kecalem zařazena Vaškova árie, poté próza a duet Mařenky a Vaška, pak scéna Jeníka s Kecalem (v pořadí „Nuže, milý chasníku“, „Znám jednu dívku“, próza „Jak pravím...“). 2. jednání bylo stejné jako dnešní třetí, ovšem bez skočné a bez árie Mařenky a naopak s původním kupletem principála a Esmeraldy „Ten staví se svatouškem“ (po slovech „...prováděti umí jako my!“).

### Druhá verze z ledna 1869
29. ledna 1869 byla uvedena Prodaná nevěsta v nové Smetanově úpravě. 1. jednání bylo rozděleno na dvě proměny, první část končila duetem Mařenky a Vaška, druhá část začínala nově připsaným mužským sborem („To pivečko to věru je nebeský dar“). Pak následoval duet Jeníka s Kecalem, árie Jeníka a finále. Na začátek 2. jednání Smetana vložil polku a k recitativu Mařenky „Ó, jaký žal“ připojil novou árii „Ten lásky sen“.

### Třetí verze z června 1869
1. června 1869 se opera objevila v další autorské úpravě. Byla již rozdělena na tři jednání, polka byla přesunuta na konec 1. jednání a navazoval na ni nový tanec furiant. Z 1. do 2. jednání byla přesunuta Vaškova první árie a scéna s Mařenkou a Vaška (na dnes známé místo po pijácké scéně), do 3. jednání Smetana zařadil novou skočnou.

### Čtvrtá verze z roku 1870

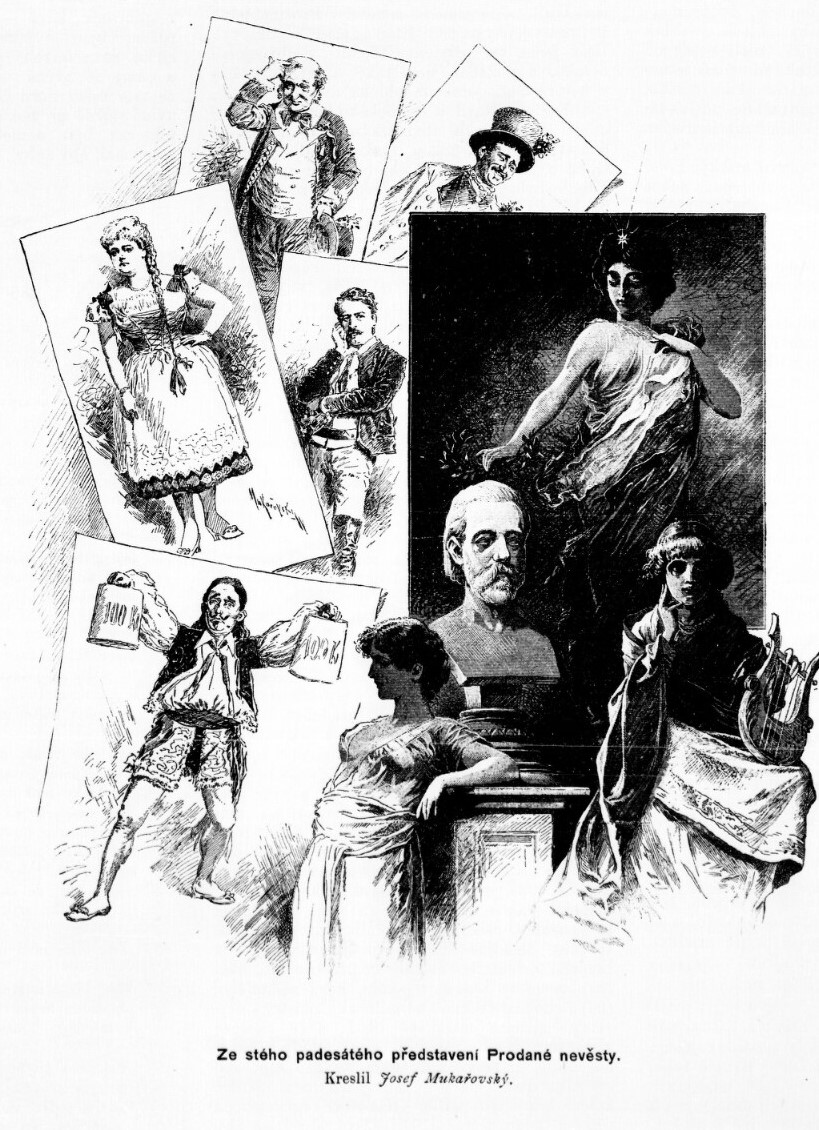
Josef Mukařovský: Kresby ze 150. představení Prodané nevěsty (1886)

Definitivní verze opery vznikla díky zájmu o uvedení díla v Carském divadle v Petrohradě, kde byl tehdy dirigentem český umělec Eduard Nápravník. Smetana nahradil prozaické pasáže recitativy, aby opera získala podobu uceleného hudebního díla, protože ruské obecenstvo nepovažovalo operu s činoherními pasážemi za skutečnou operu. Zajímavostí navíc je, že z Petrohradu mu bylo doporučeno nedělat velké škrty. Opera trvající méně než tři hodiny byla totiž považována za malou a platily se za ni mnohem menší tantiémy než za operu velkou.
Definitivní verze Smetanovy Prodané nevěsty měla prémiéru v Praze 25. září 1870 a v Petrohradu 11. listopadu 1871.
Zásadní změnou bylo nahrazení mluvené prózy zpívanými recitativy. Hudební čísla byla seřazena do dnes známého pořadí. Z komediantské scény definitivně vypadl kuplet principála a Esmeraldy, který byl již při předchozích uvedeních Prodané nevěsty považován za nevhodný.

## Filmové a televizní adaptace
- Prodaná nevěsta – zkrácený záznam provedení Národního divadla na přírodním jevišti v Šárce z roku 1913, režie Max Urban
- Prodaná nevěsta – krátký němý film z roku 1922, režie Oldřich Kmínek
- Prodaná nevěsta – filmový záznam představení Národního divadla z roku 1933, režie Svatopluk Innemann, Jaroslav Kvapil a Emil Pollert
- Prodaná nevěsta – historický unikát, první televizní inscenace opery, režie Václav Kašlík
- Prodaná nevěsta – televizní záznam představení Národního divadla z roku 1971, režie Viktor Kočí, ???
- Prodaná nevěsta – film z roku 1975 natočený v česko-německé koprodukci, v české a německé verzi, činoherce dabují operní pěvci, režie Václav Kašlík
- Prodaná nevěsta – český televizní film z roku 1981, režie Františka Filipa, hrají operní pěvci

## Galerie

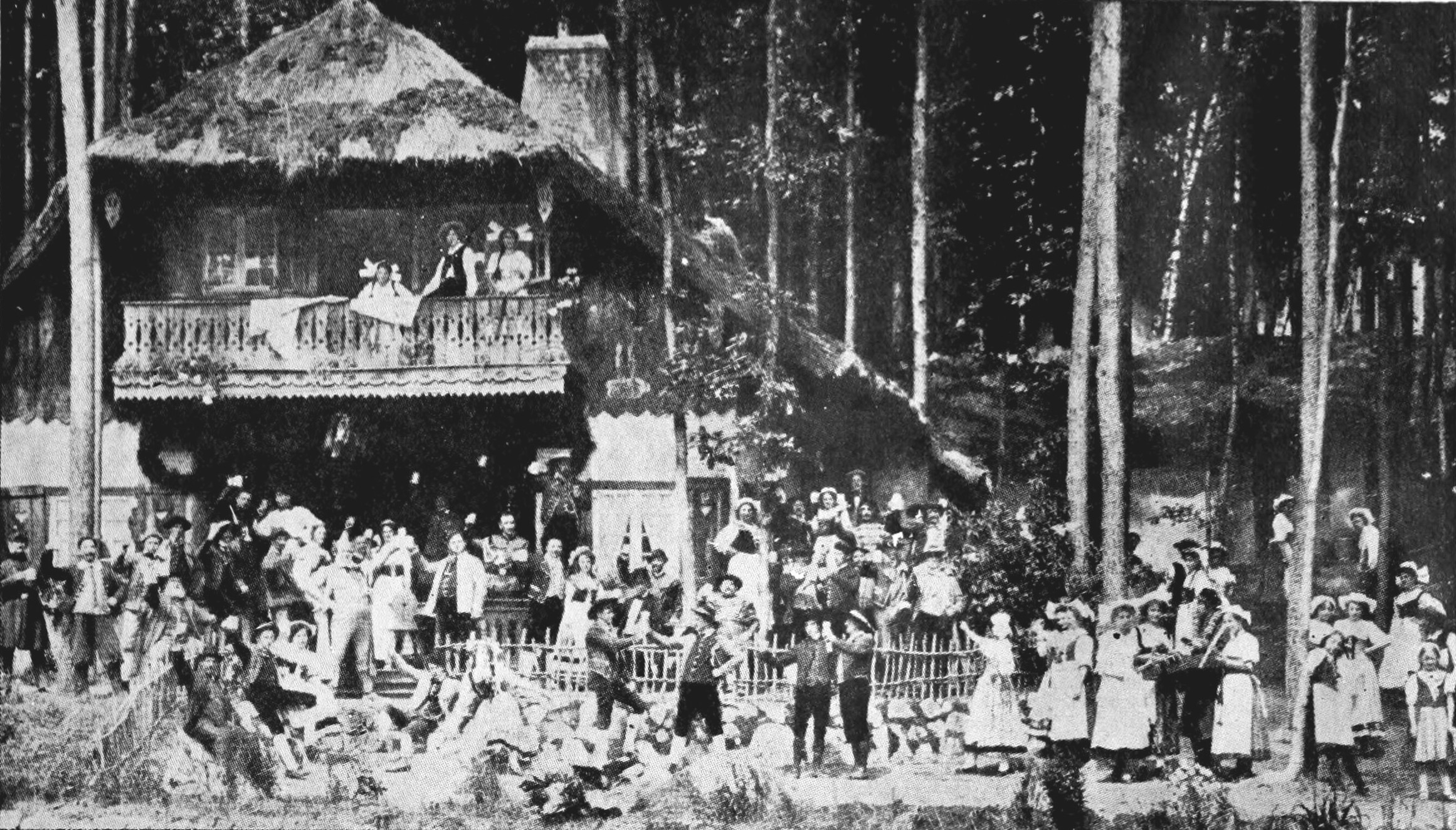
Nastudování Prodané nevěsty v přírodním divadle v Sopotech u Gdaňsku (1917)